# El knack
El knack (The Knack... and How to Get It) és una pel·lícula britànica dirigida per Richard Lester, estrenada el 1965 i doblada al català.

## Argument
Anglaterra, és el temps dels mods i els rockers. El dia en què Nancy baixa del tren de Londres, les maletes a la mà, a la recerca d'un alberg de joventut, Colin en comença a tenir prou que la revolució sexual li passa sota el nas... suplica per tant el seu amic de classe però no obstant això misogin, Tolen, ha d'aprendre com tenir el "knack" (vol dir: "dinamisme", l'"estil", tenir el truc "que el faci"…) i com aconseguir així alinear les conquestes. Pel més feliç dels atzars, mentre Colin ha marxat a comprar un llit de dimensions superiors al de Tolen, Colin i el seu nou arrendatari, Tom, coneix Nancy... Els tres se senten com a porcs. La història tanmateix s'entela a partir del moment en què Tolen coneix Nancy...

## Repartiment
- Rita Tushingham: Nancy Jones
- Ray Brooks: Tolen
- Michael Crawford: Colin
- Donal Donnelly: Tom
- Charles Dyer: L'home de la cabina de fotografia instantània
- Margot Thomas: La professora
- John Bluthal: El pare colèric
- Helen Lennox: La dona de la cabina de fotografia instantània

## Curiositats
- En aquesta pel·lícula s'hi pot veure Charlotte Rampling, Jane Birkin i Jacqueline Bisset tot i que cap de les tres no ix als crèdits.

## Premis i nominacions[calcitació]

### Premis
- 1965 Palma d'Or al Festival Internacional de Cinema de Canes per Richard Lester
- 1965 Menció especial tècnica Grand Prize per Richard Lester

### Nominacions
- 1966 Globus d'Or a la millor pel·lícula estrangera
- 1966 Globus d'Or a la millor actriu musical o còmica